# Who's Greatest Hits
Who's Greatest Hits es un álbum recopilatorio del grupo británico The Who, publicado por la compañía discográfica MCA Records en noviembre de 1983. El álbum incluyó la canción «Relay» en su versión extendida, a diferencia de la versión presente en Hooligans, acortada treinta segundos.
En febrero de 1993, Who's Greatest Hits fue certificado como doble disco de platino por la RIAA al superar los dos millones de copias en vendidas en los Estados Unidos.

## Lista de canciones
Todas las canciones escritas y compuestas por Pete Townshend excepto «My Wife», escrita por John Entwistle. 
| Cara A |                          |          |  |
| N.º    | Título                   | Duración |  |
| 1.     | «Substitute»             | 3:50     |  |
| 2.     | «The Seeker»             | 3:14     |  |
| 3.     | «Magic Bus»              | 3:25     |  |
| 4.     | «My Generation»          | 3:19     |  |
| 5.     | «Pinball Wizard»         | 3:03     |  |
| 6.     | «Happy Jack»             | 2:12     |  |
| 7.     | «Won't Get Fooled Again» | 3:38     |  |

| Cara B |                       |          |  |
| N.º    | Título                | Duración |  |
| 1.     | «My Wife»             | 3:36     |  |
| 2.     | «Squeeze Box»         | 2:43     |  |
| 3.     | «Relay»               | 3:48     |  |
| 4.     | «5.15»                | 4:53     |  |
| 5.     | «Love, Reign o'er Me» | 3:07     |  |
| 6.     | «Who Are You»         | 5:02     |  |